# پنج (فیلم ۲۰۰۳)
پنج عنوان فیلمی ایرانی ساخته عباس کیارستمی است که در سال ۲۰۰۳ میلادی ساخته شد. این فیلم دربرگیرندهٔ پنج نما است که هرکدام به طور متوسط دارای زمانی در حدود ۱۶ دقیقه هستند.
همه نماها در شهر خیخون در استان آستوریاس اسپانیا گرفته شده‌اند و چهار نما از آنها به طور کلی با دوربین ثابت فیلم‌برداری شده‌اند.